# Mirage (automóvil)

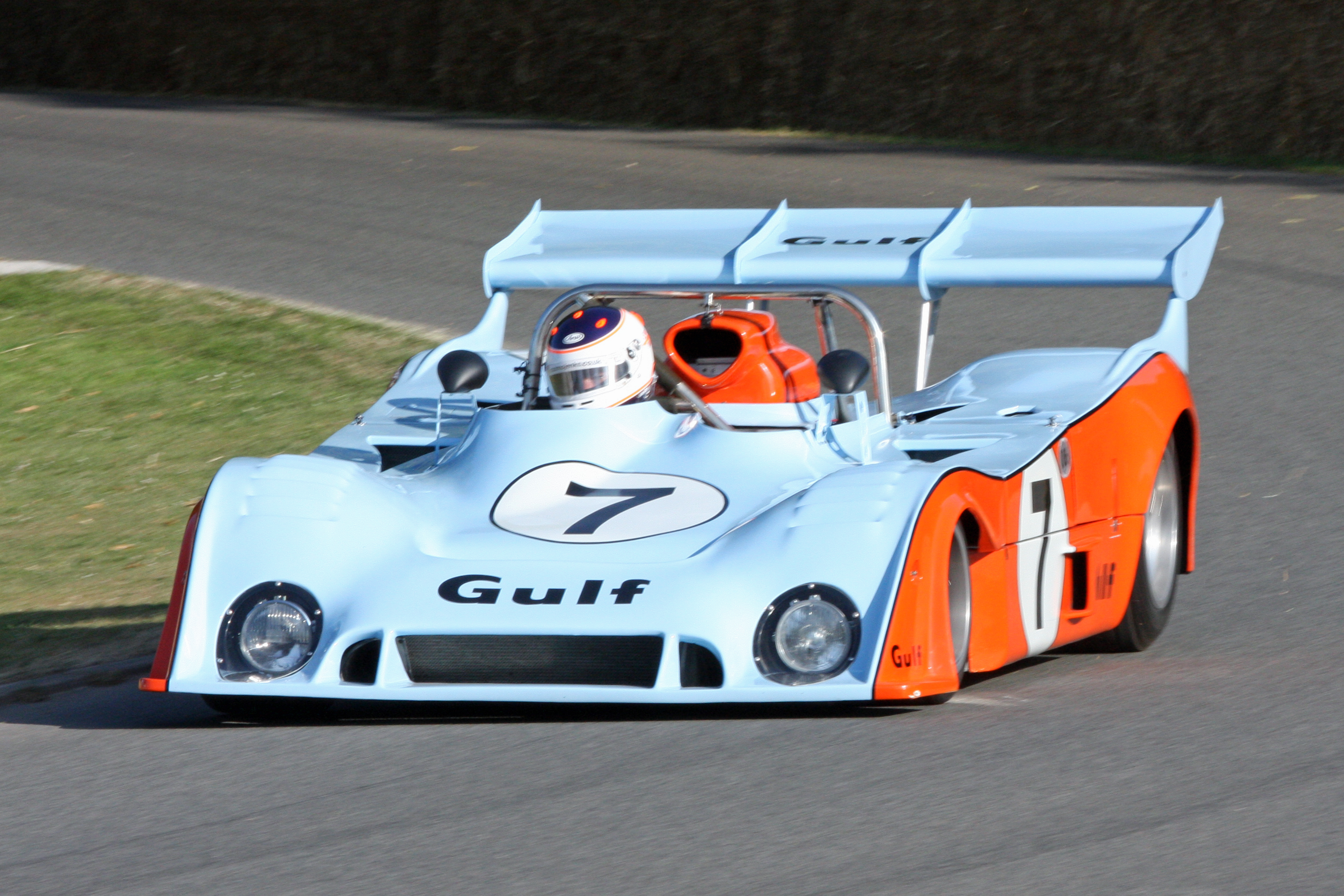
Mirage Cosworth GR7 de 1973.

Los autos de carreras Mirage fueron construidos por J.W. Automotores (JWA) en Slough, Inglaterra, para competir en carreras internacionales en los colores de la Gulf Oil Corporation.
Para la temporada de 1967, JWA construyó y compitió con el M1, un sport prototipo basado en el Ford GT40. El M1 utilizó el motor V8 estándar del Ford GT40 en varias capacidades de hasta 5,7 litros. El punto culminante en la carrera del M1 fue sin duda la victoria de Jacky Ickx y Dick Thompson en el chasis M.1003 en los 1000 km de Spa-Francorchamps de 1967.
El M2 fue construido en 1968 para la nueva clase de prototipos de 3 litros del grupo 6, pero el coche con motor BRM V12 rara vez corrió y se reunió sin éxito. El M3 revisado de 1969 fue impulsado por el V8 Ford Cosworth DFV, pero de nuevo, este modelo tuvo poco uso, JWA estuvo mayormente concentrado en las carreras del Ford GT40 durante estos dos años. Después de competir con el Porsche 917 durante las temporadas de 1970 y 1971, JWA desarrolló el nuevo Ford Cosworth M6 para correr como grupo 5 en el nuevo Campeonato Mundial de Marcas de 1972. Una vez más, la única victoria fue en los 1000 km de Spa-Francorchamps de 1973.
El patrocinador Gulf Oil, que había seguido cada año desde 1967, tomó un nuevo giro en 1974 cuando el nuevo modelo GR7 fue presentado como Gulf Mirage GR7.
En 1975 el equipo obtuvo su última victoria en las 24 Horas de Le Mans con el GR8 conducido por Jacky Ickx y Derek Bell. El otro coche terminó en tercer lugar con Vern Schuppan y Jean-Pierre Jaussaud. La carrera fue excluida del Campeonato Mundial de Marcas por la CSI, debido a las normas introducidas en esa carrera con respecto al consumo de combustible a raíz de la crisis del petróleo de 1973.